# Munio Gonçalves
Munio Gonçalves ou Munio Gonzalez (1030 — 1097) foi conde em Astúrias entre 1030 e 1043.

## Relações familiares
Foi filho de Gonçalo Monhóz, conde das Astúrias e tenente (1010 —?) e de Eylo Monhóz (1010 —?). Casou com Maior Rodriguez (1030 —?) de quem teve:
1. Gonçalo Monhóz, conde de Lara (1060 —?) casou com Sandina Rodriguez.
2. Munio Monhóz, "tenens" em Álava, foi pai de Rodrigo Munhós de Gusmão.
3. Urraca Munhóz (1060 -?), casou com Gomes Gonçalves